# U-19-Unihockey-Weltmeisterschaft
U-19-Unihockey-Weltmeisterschaften werden für männliche Junioren seit 2001 und für Juniorinnen seit 2004 ausgetragen. Juniorinnen und Junioren tragen ihre Weltmeisterschaft im jährlichen Wechsel aus.
Die erste Weltmeisterschaft für Junioren wurde 2001 in Deutschland ausgetragen. Den ersten Weltmeistertitel sicherte sich das Team aus Schweden. 2003 gab es schon die erste B-Weltmeisterschaft für Junioren. 2004 fand die erste WM der Juniorinnen in Finnland statt. Auch hier sicherte sich das Team Schwedens den ersten Titel. 2008 wurde auch für Juniorinnen erstmals eine B-Weltmeisterschaft ausgerichtet.
Amtierender Junioren-Weltmeister ist Finnland und bei den Juniorinnen Schweden. Die deutschen Junioren spielen in der B-Division und die Juniorinnen sind in die A-Division aufgestiegen.

## Weltmeisterschaften der U-19-Junioren
| Nr. | Jahr | Gastgeber   | Austragungsort(e)                                                                      | Gold       | Silber     | Bronze     |
| --- | ---- | ----------- | -------------------------------------------------------------------------------------- | ---------- | ---------- | ---------- |
| 1   | 2001 | Deutschland | Weißenfels, Merseburg, Hohenmölsen, Naumburg, Prittitz, Halle, Markranstädt und Dessau | Schweden   | Schweiz    | Finnland   |
| 2   | 2003 | Tschechien  | Prag                                                                                   | Finnland   | Schweden   | Tschechien |
| 3   | 2005 | Lettland    | Cēsis, Valmiera und Kocēni                                                             | Schweden   | Finnland   | Schweiz    |
| 4   | 2007 | Schweiz     | Kirchberg und Zuchwil                                                                  | Schweden   | Tschechien | Finnland   |
| 5   | 2009 | Finnland    | Turku und Raisio                                                                       | Schweden   | Finnland   | Schweiz    |
| 6   | 2011 | Deutschland | Weißenfels                                                                             | Finnland   | Schweden   | Schweiz    |
| 7   | 2013 | Deutschland | Hamburg                                                                                | Schweden   | Schweiz    | Finnland   |
| 8   | 2015 | Schweden    | Helsingborg                                                                            | Finnland   | Schweiz    | Tschechien |
| 9   | 2017 | Schweden    | Växjö                                                                                  | Finnland   | Schweden   | Tschechien |
| 10  | 2019 | Kanada      | Halifax                                                                                | Tschechien | Schweden   | Finnland   |
| 11  | 2021 | Tschechien  | Brno                                                                                   | Tschechien | Finnland   | Schweden   |
| 12  | 2023 | Dänemark    | Frederikshavn                                                                          | Schweden   | Schweiz    | Finnland   |
| 13  | 2025 | Schweiz     | Zürich                                                                                 | Finnland   | Tschechien | Schweiz    |

| RF | Land       | G | S | B |
| -- | ---------- | - | - | - |
| 1  | Schweden   | 6 | 4 | 1 |
| 2  | Finnland   | 5 | 3 | 5 |
| 3  | Tschechien | 2 | 2 | 3 |
| 4  | Schweiz    | 0 | 4 | 4 |

## Weltmeisterschaften der U-19-Juniorinnen
| Nr. | Jahr | Gastgeber   | Austragungsort(e)                 | Gold     | Silber     | Bronze     |
| --- | ---- | ----------- | --------------------------------- | -------- | ---------- | ---------- |
| 1   | 2004 | Finnland    | Tampere                           | Schweden | Finnland   | Schweiz    |
| 2   | 2006 | Deutschland | Naunhof und Leipzig               | Schweden | Finnland   | Schweiz    |
| 3   | 2008 | Polen       | Babimost, Wolsztyn und Zbąszyń    | Schweiz  | Schweden   | Finnland   |
| 4   | 2010 | Tschechien  | Olomouc                           | Schweden | Finnland   | Tschechien |
| 5   | 2012 | Slowakei    | Nitra                             | Finnland | Schweiz    | Schweden   |
| 6   | 2014 | Polen       | Babimost, Rakoniewice und Zbąszyń | Schweden | Finnland   | Tschechien |
| 7   | 2016 | Kanada      | Belleville                        | Schweden | Finnland   | Schweiz    |
| 8   | 2018 | Schweiz     | St. Gallen & Herisau              | Schweden | Finnland   | Tschechien |
| 9   | 2021 | Schweden    | Uppsala                           | Finnland | Schweden   | Tschechien |
| 10  | 2022 | Polen       | Katowice                          | Schweden | Tschechien | Finnland   |
| 11  | 2024 | Finnland    | Lahti                             | Schweden | Finnland   | Tschechien |
| 12  | 2026 | Italien     | Lignano Sabbiadoro                |          |            |            |

| RF | Land       | G | S | B |
| -- | ---------- | - | - | - |
| 1  | Schweden   | 8 | 2 | 1 |
| 2  | Finnland   | 2 | 7 | 2 |
| 3  | Schweiz    | 1 | 1 | 3 |
| 4  | Tschechien | 0 | 1 | 5 |

## B-Weltmeisterschaften

### U19-Junioren
| Jahr | Austragungsort | Gold        | Silber      | Bronze      |
| ---- | -------------- | ----------- | ----------- | ----------- |
| 2003 | Tschechien     | Polen       | Deutschland | Estland     |
| 2005 | Lettland       | Russland    | Slowakei    | Estland     |
| 2007 | Schweiz        | Dänemark    | Deutschland | Estland     |
| 2009 | Finnland       | Estland     | Polen       | Deutschland |
| 2011 | Deutschland    | Dänemark    | Ungarn      | Polen       |
| 2013 | Deutschland    | Polen       | Deutschland | England     |
| 2015 | Schweden       | Dänemark    | Deutschland | Ungarn      |
| 2017 | Schweden       | Norwegen    | Estland     | Deutschland |
| 2019 | Kanada         | Deutschland | Slowenien   | Russland    |

### U19-Juniorinnen
| Jahr | Austragungsort | Gold        | Silber   | Bronze      |
| ---- | -------------- | ----------- | -------- | ----------- |
| 2008 | Polen          | Slowakei    | Russland | Georgien    |
| 2010 | Tschechien     | Ungarn      | Russland | Deutschland |
| 2014 | Polen          | Norwegen    | Kanada   | Deutschland |
| 2016 | Kanada         | Deutschland | Kanada   | Ungarn      |
| 2018 | Schweiz        | Lettland    | Russland | Ungarn      |